# Alpska tundra
Alpska tundra je vrsta naravne regije ali bioma, ki ne vsebuje dreves, ker se razteza na velikih nadmorskih višinah.
Visoka nadmorska višina povzroča neugodno klimo, ki je preveč hladna in vetrovna za podporo rasti dreves. Alpska tundra je prehod do subalpinskega gozda pod gozdno mejo; zakrneli gozdovi, ki se pojavljajo na gozdno-tundrastem ekotonu so znani kot ruševje (nemško Krummholz). Z naraščajočo nadmorsko višino se konča na snežni meji, kjer sta sneg in led še prisotna preko poletja.
Alpska tundra se pojavlja v gorah po vsem svetu. Za floro alpske tundre so značilne pritlikave grmovnice. Hladno podnebje alpske tundre je posledica pomanjkanja toplogrednega učinka na visoki nadmorski višini in je podobno polarnemu podnebju.

## Geografija
Alpska tundra se pojavi pri dovolj visoki nadmorski višini, na kateri koli zemljepisni širini. Deli montanskih travišč in grmičevnatih ekoloških regij po vsem svetu so alpska tundra. Velike regije alpske tundre se pojavljajo v Himalaji v Aziji, ameriških Kordiljerah v Severni in Južni Ameriki, na območju Alp, skandinavskih gorah in v Pirenejih v Evropi, v Kavkazu, gorskih grebenih Afrike in velikem delu Tibetanske planote.
Alpska tundra zaseda visoke gorske vrhove, pobočja in grebene nad gozdno mejo. Vlogo igra tudi: gozdna meja se pogosto pojavlja na višjih legah na toplejših ekvatorialnih pobočjih. Ker je alpska cona prisotna samo v gorah, je veliko krajine robustne in razbite s skalnatimi, zasneženimi vrhovi, čermi in deluvijalnimi pobočji, vsebuje pa tudi področja, nežno valovite do skoraj ravne topografije.
Z omejenim dostopom do infrastrukture, obstaja v alpskih območjih le peščica človeških skupnosti. Mnoge so majhne in imajo močno specializirana gospodarstva, ki se pogosto zanašajo na panoge, kot so kmetijstvo, rudarstvo in turizem. Primer takega specializiranega mesta je La Rinconada v Peruju, rudarsko mesto kjer kopljejo zlato in najvišja vzpetina s človeškimi bivališči na 5100 m. Proti primer je El Alto v Boliviji na 4.150 metrih, ki ima zelo raznoliko storitveno in proizvodno gospodarstvo in prebivalstvo s skoraj 1 milijonom. 

## Podnebje
Alpsko podnebje je povprečno vreme (podnebje) za alpsko tundro. Podnebje postane hladnejše pri visokih nadmorskih višinah - ta lastnost je opisana s stopnjo padanja temperature v atmosferi: zrak postaja hladnejši ko se dviga. Suha adiabatna stopnja je 10 °C na km dviga višine ali nadmorske višine. Zato je gibanje do 100 metrov na gori približno enakovredno gibanju 80 kilometrov (ali 0,75 ° zemljepisne širine) proti polu. Ta odnos je samo približen, odvisen je od lokalnih dejavnikov, kot so bližina oceanov, ki lahko drastično spremenijo podnebje.
Tipično je visoko zvišanje rastne dobe v razponu od 45 do 90 dni, s povprečnimi poletnimi temperaturami blizu 10 °C. V rastni sezoni pogosto padejo temperature pod ledišče, pojavi se zmrzal v vsej rastni sezoni na številnih področjih. Padavine se pojavljajo predvsem kot sneg pozimi, vendar je razpoložljivost vode v tleh zelo spremenljiva s sezono, lokacijo in topografijo. Na primer, sneg se pogosto kopiči na zavetrni strani grebenov, medtem ko lahko greben ostane skoraj brez snega zaradi prerazporeditve zaradi vetra. Nekateri živalski habitati so lahko do 70 % snega prosti v zimskem času. Močni vetrovi so pogosti v alpskih ekosistemih in lahko povzročijo veliko erozijo tal ter fizično in fiziološko škodo na rastlinah. Prav tako lahko veter skupaj z veliko sončnega sevanja spodbuja izredno visoke stopnje izhlapevanja in transpiracije. 

### Kvantifikacija podnebja
Bilo je nekaj poskusov kvantifikacije, kaj pomeni alpsko podnebje.
Klimatolog Wladimir Köppen je pokazal povezavo med Arktično in Antarktično drevesno linijo in 10 °C poletno izotermo; to so kraji, kjer je povprečna temperatura v najtoplejšem koledarskem mesecu v letu pod 10 ° C in ne more podpreti v gozdove. Glej Köppnova podnebna klasifikacija
Otto Nordenskiöld je razvil teorijo, da zimske razmere prav tako igrajo vlogo: njegova formula je W = 9 - 0,1 C, kjer je W povprečna temperatura v najtoplejšem mesecu in C povprečna najhladnejšega meseca, tako v stopinjah Celzija (to bi pomenilo, za na primer, da če je določena lokacija imela povprečno temperaturo -20 °C v njenem najhladnejšem mesecu, bi najtoplejši mesec moral imeti povprečno 11 °C ali več, da bi tam lahko preživela drevesa).
Leta 1947 je Holdridge izboljšal te sheme, in jih opredelil kot biotemperature: povprečno letno temperaturo, kjer so se vse temperature pod 0 °C, obravnava kot 0 °C (ker ni nobene razlike pri rastlinju, ki je v mirujočem stanju). Če je povprečna biotemperature med 1,5 in 3 °C, Holdridge kvantificira podnebje kot alpsko.

## Rastlinstvo
Ker je habitat alpskega rastlinstva predmet intenzivnega sevanja, vetra, mraza, snega in ledu, raste blizu tal in je sestavljen predvsem iz večletnih trav, šašja in ločkovk. Trajna zelišča (vključno s trave, ostrice in nizki lesni ali pol lesnati grmiči) prevladujejo v alpski krajini; imajo veliko več korenin in gomoljne biomase kot pa poganjkov, listov in cvetov. Korenine in korenike imajo funkcijo ne samo absorpcijo vode in hranil, ampak igrajo zelo pomembno vlogo pri skladiščenju ogljikovih hidratov v zimskem času. Celoletne rastline so redke v tem ekosistemu in so običajno le nekaj centimetrov visoke, s šibkim koreninskim sistemom. Druge pogoste rastlinske oblike življenja so plazeče grmičevje, šopaste trave, blazinaste rastline in cryptogame, kot so mahovi in lišaji.
V primerjavi z nižjimi območji v isti regiji imajo alpske regije visoko stopnjo endemizma in veliko raznolikost rastlinskih vrst. To taksonomsko raznolikost lahko pripišemo geografski izolaciji, podnebnim spremembam, poledenitvam, mikrohabitatni diferenciaciji in različnim zgodovinskim migracijam ali razvoju ali obojem. Ti pojavi prispevajo k rastlinski raznolikosti z uvajanjem novih rastlin ter prilagoditvam, tako novih vrst in predvsem razdrobljenost prej obstoječih vrst.
Rastline so se prilagodile na krutemu alpskemu okolju. Blazinaste rastline, ki so videti kot grude mahu, ki objemajo tla, se izognejo močnim vetrovom, ki pihajo nekaj centimetrov nad njimi. Številne cvetoče rastline alpske tundre imajo na steblih in listih goste dlake, ki zagotavljajo zaščito pred vetrom, ali rdeče obarvane pigmente, ki lahko pretvorijo sončne svetlobne žarke v toploto. Nekatere rastline potrebujejo dve leti ali več, da tvorijo cvetni brst, ki preživi zimo pod površino in se nato odprejo in proizvedejo plod s semeni v nekaj poletnih tednih.
Alpska območja so edinstvena zaradi resnosti in zapletenosti okoljskih pogojev. Zelo majhne spremembe v topografiji - kot majhne stopinje (0,3 m) ali manj - lahko pomenijo razliko med vetrom izpostavljenim območjem ali območjem nabiranja snega in s tem drastično spreminjanje potencialne produktivnosti in rastlinske skupnosti. Med temi skrajnostmi suše v primerjavi nasičenostjo lahko obstaja več vmesnih okolij, vsa znotraj nekaj metrov drug od drugega, odvisno od topografije, substrata in podnebja. Alpska vegetacija se običajno pojavi v mozaiku majhnih obližev z zelo različnimi okoljskimi pogoji. Tipi vegetacije se razlikujejo od blazinastih in rožnih rastlin na grebenih in v skalnih razpokah; zelnate in travne vegetacije vzdolž pobočja; pritlikave grmovnice s travami in ločkovkami pod staljenimi snežnimi zameti; in trav, nizkega grmičevja in mahov na barjih in vzdolž potokov. 
Planinski travniki nastanejo tam, kjer so sedimenti zaradi preperevanja kamnin ustvarili prst, ki je dovolj dobro razvita, da podpira trave in šaše. Necvetoči lišaji se oprimejo skal in zemlje. Njihove zaprte celice alg lahko fotosintetizirajo pri kateri koli temperaturi nad 0 °C, zunanje plasti gliv pa lahko absorbirajo več vode, kot je njihova lastna teža. Zaradi prilagoditev za preživetje suhih vetrov in mraza se lahko vegetacija tundre zdi zelo odporna, vendar je v nekaterih pogledih zelo krhka. Ponavljajoči se koraki pogosto uničijo rastline tundre, zaradi česar izpostavljena tla erodirajo; okrevanje lahko traja na stotine let. 

## Živalstvo
Ker je alpska tundra v različnih široko ločenih regijah Zemlje, ni živalske vrste, ki bi bile skupne vsem področjem alpske tundre. Nekatere živali tega okolja so ptica kea, Alpski svizec (Marmota marmota), snežna koza (Oreamnos americanus), debeloroga ovca, činčila, himalajski tar (Hemitragus jemlahicus), domači jak, snežni leopard in žvižgač.